# 木下尚紀
木下 尚紀（きのした なおき、1969年10月1日 - ）は、日本の男性声優。ケンユウオフィス所属。兵庫県出身。

## 来歴
兵庫県出身。勝田声優学院、にっかつ芸術学院俳優科、東京アナウンスアカデミー声優科卒業。以前は青二プロダクション、ぷろだくしょんバオバブに所属していた。

## 人物
趣味は野球、カラオケ、ボウリング、ドライブ。特技は弓道、乗馬。声種はハイバリトン。

## 出演
太字はメインキャラクター。

### テレビアニメ
1998年
- 星方武侠アウトロースター（車掌）
- 遊☆戯☆王（生徒、警官）
- ロードス島戦記-英雄騎士伝-（伝令）

1999年
- BLUE GENDER（スコット）
- 魔術士オーフェン（生徒A）
- ONE PIECE（1999年 - 2000年、海賊、村人A）

2003年
- マーメイドメロディー ぴちぴちピッチ（太刀次郎）

2004年
- エルフェンリート（背広の男）
- マーメイドメロディー ぴちぴちピッチ ピュア（セコンド）

2005年
- BLEACH（番組の観客B）

2006年
- 女子高生 GIRL'S-HIGH（安部）
- 西の善き魔女 Astraea Testament（兵士C）
- MUSASHI -GUN道-（修行僧B、徳川秀忠）

2007年
- 一騎当千 Dragon Destiny（文醜）
- 神曲奏界ポリフォニカ（ヤムナ）

2008年
- 一騎当千 Great Guardians（闘士A）
- BLUE DRAGON 天界の七竜（クリーズ）
- ヤッターマン（第2作）（スタッフ）

2011年
- テガミバチ REVERSE（ディンゴB）

2014年
- ガンダムビルドファイターズトライ（コスモ学園メンバー）

### OVA
- 絶対衝激 〜PLATONIC HEART〜（2008年、オタクB）
- 電波的な彼女（2009年、井原）
- 名探偵コナン MAGIC FILE4 大阪お好み焼きオデッセイ（2010年、男子高生）

### 劇場アニメ
- A・LI・CE（2000年）
- アテルイ（2002年、村人）

### ゲーム
- グローランサー（1999年、ランザック王、ベルナード）
- FAVORITE DEAR（1999年、グリフィン）
- メルティランサー The 3rd Planet（1999年、アナウンサー）
- 真・三國無双（2000年、張遼）
- ウィークネスヒーロー トラウマン（2001年、サンフラワー）
- テイルズ オブ ヴァールハイト（2006年、ブリッツ・ヴィント）
- PROJECT SYLPHEED（2006年、ルーサー・ヒギンズ）
- THE BATTLE OF 幽☆遊☆白書 〜死闘! 暗黒武術会〜 120%（2007年、妖怪M）
- 召喚少女 〜ElementalGirl Calling〜（2007年、セールスマン）

### ドラマCD
- Good Morning ティーチャー（上原正充）
- クロックタワーゴーストヘッド（礎等）
- テイルズ オブ ファンタジア（教授、誘拐犯3）
- テイルズ オブ デスティニー
- 東京アンダーグラウンド（衛兵）
- 鋼の錬金術師 砂礫の大地（町の人）

### 吹き替え

#### 映画
- エアレース
- ガルフ・ウォー
- サハラに舞う羽根
- ファイナル・オプション（フロイント）※DVD版
- 香港国際警察/NEW POLICE STORY（バーテン）
- 黙示録2009 隕石群襲来
- 山猫は眠らない2 狙撃手の掟
- U-571 ※テレビ朝日版
- ワイルドカード（リーダー）

#### ドラマ
- WITHOUT A TRACE/FBI 失踪者を追え!
- カンフーサッカー
- CIA:ザ・エージェンシー
- CSI:科学捜査班
- 花ざかりの君たちへ〜花様少年少女〜（原秋葉）
- 模仿犯 Netflix（2023年 、チェン・ホーピン）

#### アニメ
- スター・ウォーズ 反乱者たち（トリスタン・レン）
- スター・ウォーズ/フォース・オブ・デスティニー（トリスタン・レン）

#### 人形劇
- きかんしゃトーマス（ボコ〈2代目〉、トロッターさん、トーマスの機関士、ヘンリーの機関助手）※フジテレビ版